# Calculatrices HP
Pour les articles homonymes, voir Calculatrice (homonymie).

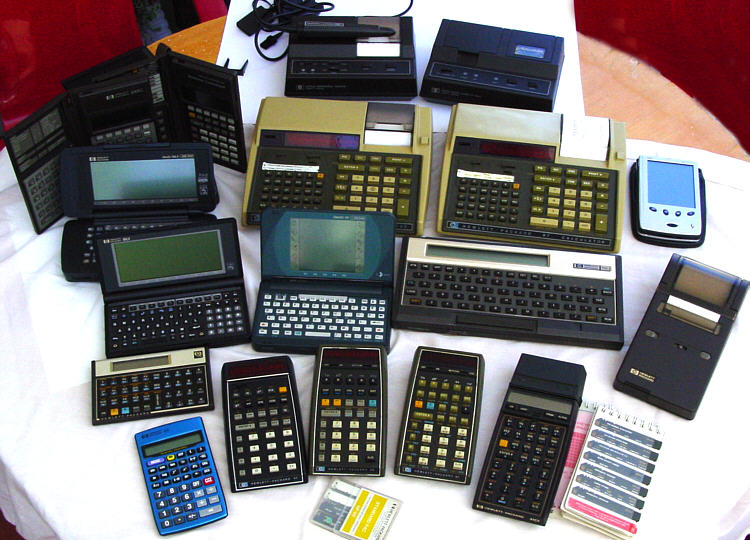
Tout au long des années 1970 et 1980, les calculatrices HP ont diffusé la notation polonaise auprès d'un large public.

Dès l'introduction en 1972 de sa première calculatrice scientifique de poche, la HP-35 (qui doit son nom au nombre de touches), la firme Hewlett-Packard s'est imposée dans la communauté scientifique et chez les étudiants. Elle se distinguait par l'usage de la notation polonaise inverse dès le milieu des années 1960, avec les précurseurs que furent les séries HP 98XX.
Du fait de l'inutilité des parenthèses, l'utilisation  semble inhabituelle mais on constate rapidement qu'elle est beaucoup plus proche de ce qui se passe lorsque l'on effectue les calculs à la main, utilisant moins d’opérations que sur les autres calculettes et permettant de voir les résultats intermédiaires.

## 1972 Série Classic

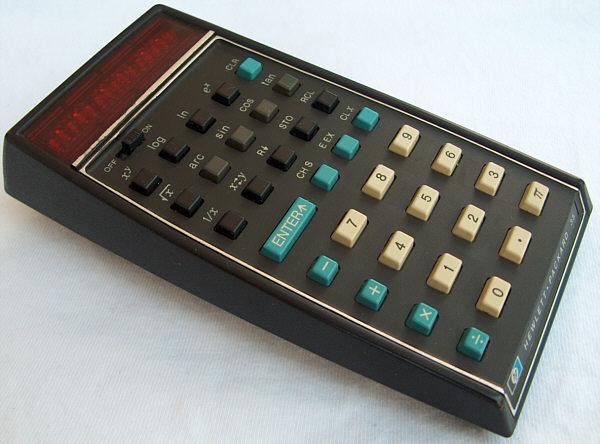
Calculatrice HP 35.

- HP-35 : première calculatrice électronique de poche comportant les fonctions disponibles sur une règle à calculer. Elle a été nommée « 35 » car elle comportait 35 touches. Quatre séries de productions ont été faites, dont la première, que les collectionneurs nomment « Red Dot » à cause du point rouge se trouvant en face de la position « ON » de l'interrupteur, atteint en 2015 plus de 100 dollars sur le marché, beaucoup plus que la HP-35S plus récente[2].
- HP-80 : première calculatrice financière.
- HP-45 : évolution de la HP-35.
- HP-65 : première calculatrice programmable. La technologie de mémoire permanente étant à ce moment encore trop chère, elle a été remplacée par une mémoire de masse sous forme de languette magnétique, la calculatrice disposant d'un lecteur de carte intégré,
- HP-70 : calculatrice financier d'entrée de gamme, version allégée de la HP-80,
- HP-55 : calculatrice scientifique programmable avec une horloge à quartz.

## 1973 Série Classic avec imprimante
- HP-46: HP-45 : avec imprimante intégrée[3]
- HP-81: HP-80 : avec imprimante intégrée[4]
- HP-46, 56, 66 and HP-9805 : étude de style[5].

## 1975 Calculatrices de poche de deuxième génération
- HP-10 : calculatrice de seconde génération
- HP-21 = HP-35 de seconde génération
- HP-22 : calculatrice financière
- HP-25 : calculatrice scientifique programmable
- HP-25C = HP-25 à mémoire permanente
- HP-27 : calculatrice à tout faire (Sci/Stat/Math/Bus)
- HP-29C & HP-19C : haut de gamme des calculatrices à mémoire permanente

## 1976 Calculatrices de bureau de seconde génération

### sans lecteur de carte magnétique
- HP-91 : calculatrice scientifique avec imprimante
- HP-92 : calculatrice scientifique et financière avec imprimante
- HP-95C : calculatrice programmable, non commercialisée

### avec lecteur de carte magnétique
- HP-67 & HP-97 : calculatrice de poche et de bureau. La HP-67 est la remplaçante évoluée de la HP-65. Les programmes écrits pour la HP-65 sont compatibles avec la HP-67. La HP-97 est une Hp-67 avec imprimante[6].
- HP-97S : Hp-97 avec interface HP-IL pour contrôler des instruments de mesure et faire de l'acquisition de données.

## Série Woodstock
- 1975 :

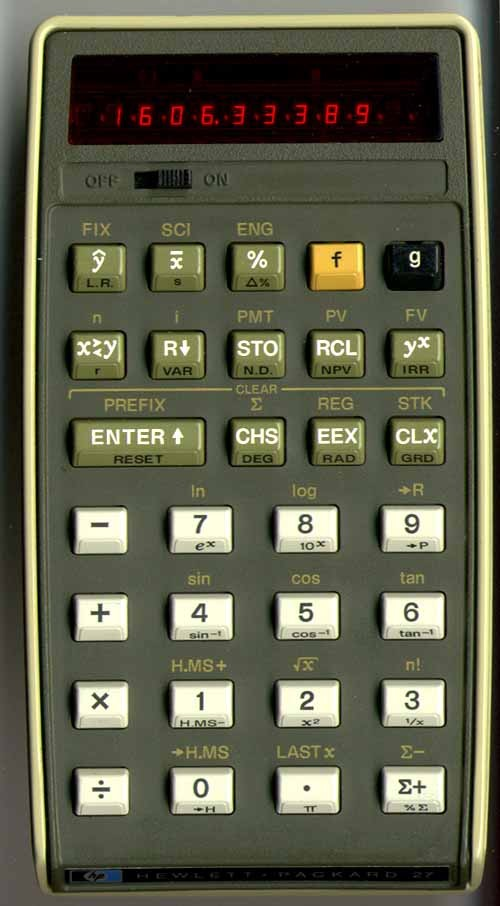
Calculatrice tous usages HP 27.

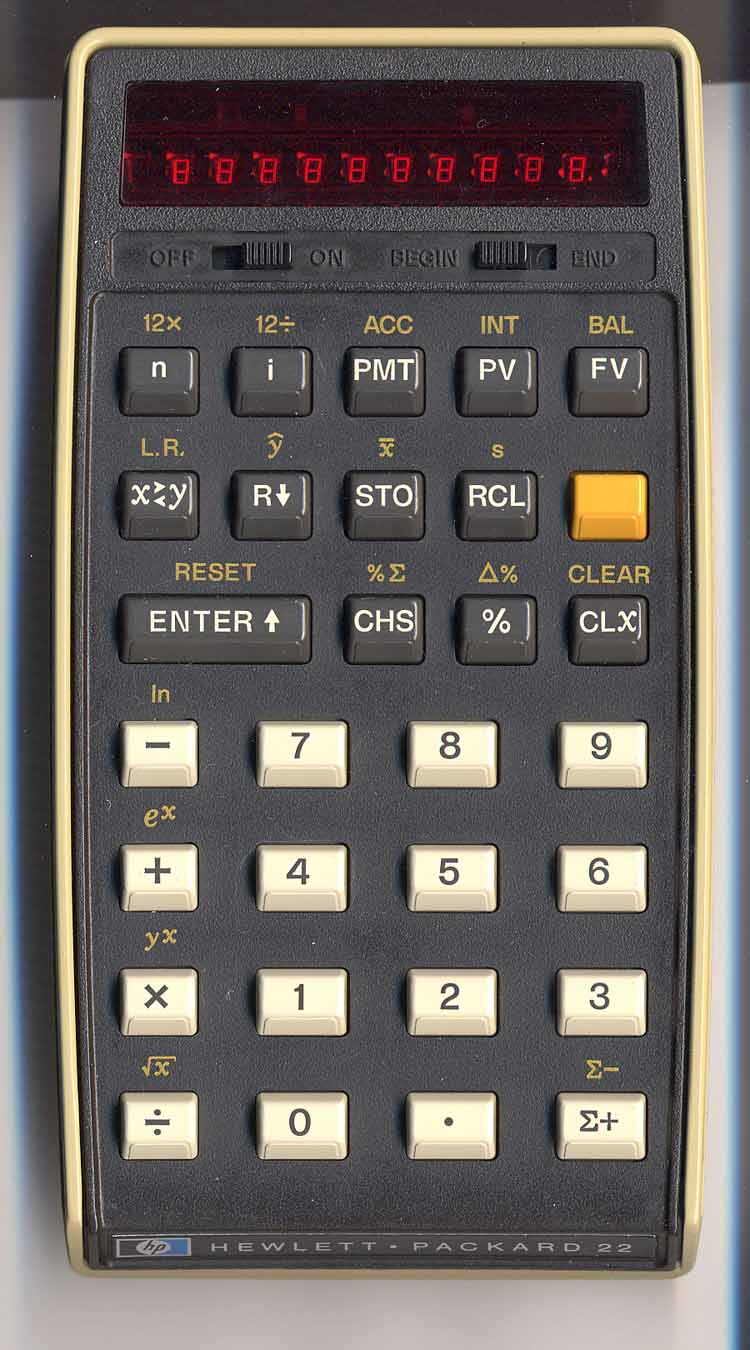
Calculatrice financière HP22.

  - HP-21 : calculatrice scientifique de base, remplaçante de la HP-35
  - HP-22 : calculatrice financière de base, remplaçante de la HP-70
  - HP-25 : calculatrice scientifique programmable.
- 1976 : 
  - HP-25C : première calculatrice scientifique et programmable à mémoire continue. (C pour "Continuous Memory"). Les mémoires permanentes, devenues plus abordables, remplacent le stockage externe.
  - HP-27 : le "couteau suisse". Elle combine fonctions financières et scientifiques

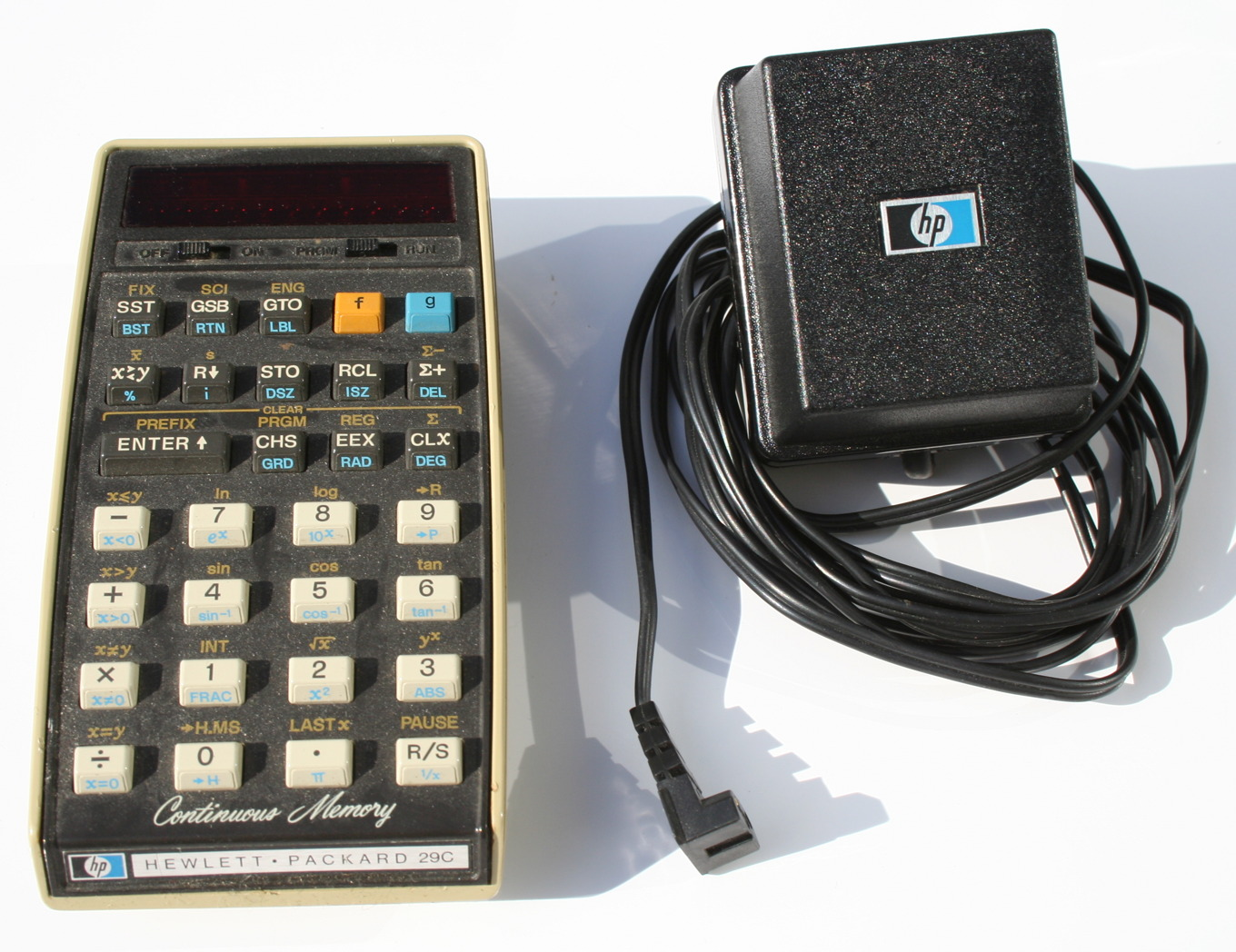
HP 29C

- 1977 : HP-29C : calculatrice scientifique et programmable à mémoire continue, plus évoluée que la HP-25C

## Série Topcat
Ce sont des calculatrices de bureau avec imprimante, mais qui fonctionnent aussi sur batteries.
En 1976, HP sort trois calculatrices: 
- HP-91 : calculatrice scientifique et statistique avec imprimante.
- HP-95C : calculatrice scientifique et programmable à mémoire constante. N'a pas été commercialisée car étant une version allégée de la HP-97 (pas de lecteur de cartes magnétiques) pour à peu près le même prix. N'existe que sous forme de prototype.
- HP-97 : déclinaison avec imprimante de la HP-67. Les deux calculatrices sont compatibles et peuvent s'échanger des données ou des programmes via le lecteur de cartes magnétiques.

En 1977, HP sort trois calculatrices: 
- HP-92 : calculatrice financière évoluée avec imprimante.
- HP-97S : calculatrice HP-97 avec un port d'extension d'entrée/sortie.

## Série Sting
En 1977, il n'y en a que deux, mais ce sont les seules calculatrices électroniques de poche à imprimante commercialisées par Hewlett-Packard.
- HP-10 : première calculatrice HP à ne pas utiliser la notation polonaise inverse.
- HP-19C : version "avec imprimante" de la HP-29C.

En 1977, HP commence aussi la production de la première montre/calculatrice, la HP-01

## Série Spice
- 1978 : 
  - HP-31E : calculatrice scientifique, remplaçante de la HP-21.
  - HP-33E : calculatrice scientifique programmable, remplaçante de la HP-25
  - HP-38E : première calculatrice financière et programmable.
  - HP-32E : calculatrice scientifique et statistique.

- 1979 : 

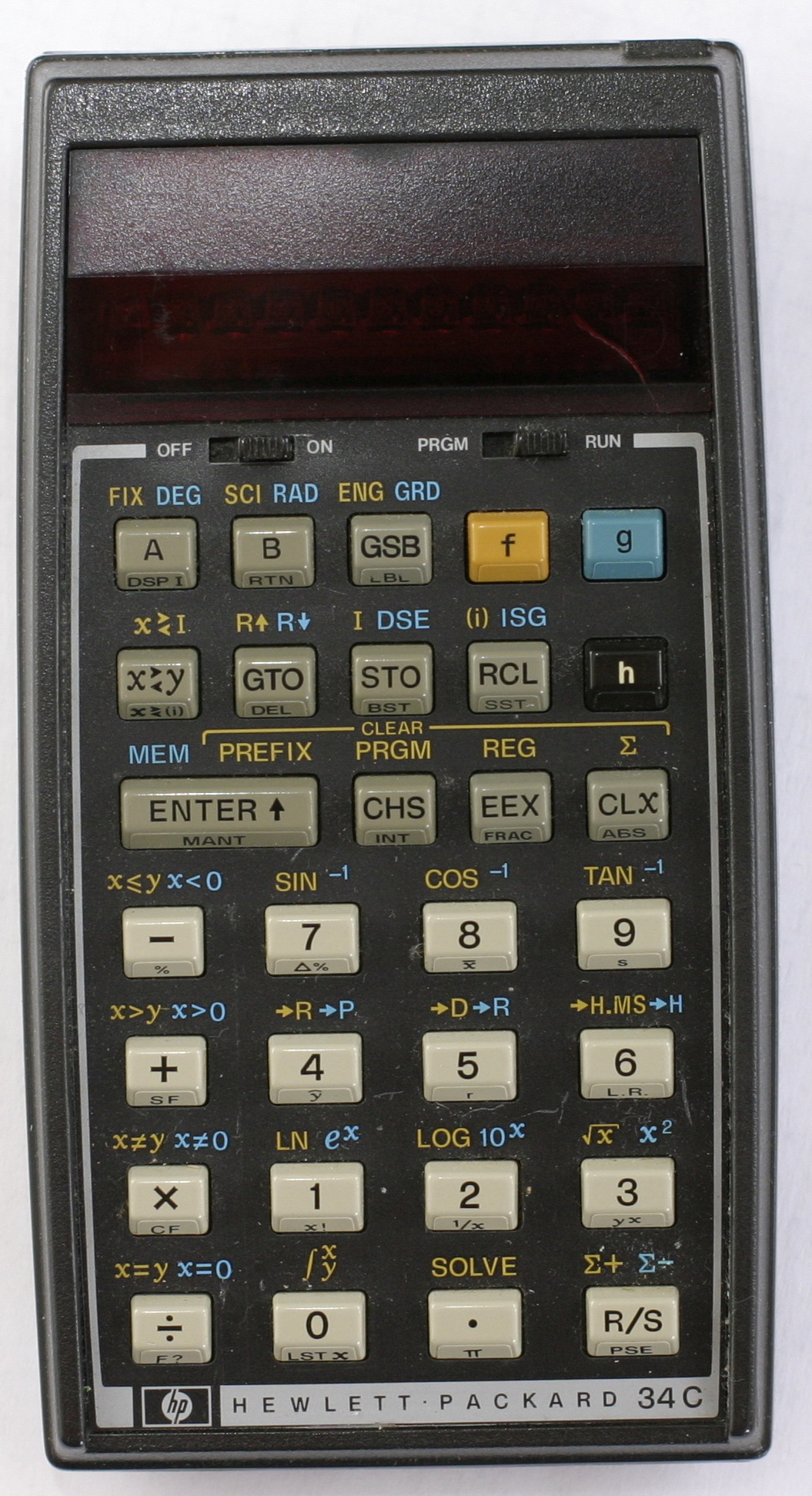
Calculatrice scientifique HP 34C.

  - HP-33C : calculatrice scientifique programmable, remplaçante de la HP-25C
  - HP-34C : première calculatrice (programmable) à intégrer les fonctions de résolution de zéro d'une équation (par la méthode de Newton) et d'intégration numérique.
  - HP-37E : calculatrice financière.
  - HP-38C : version à mémoire continue de la HP-38E.

## Série Coconut

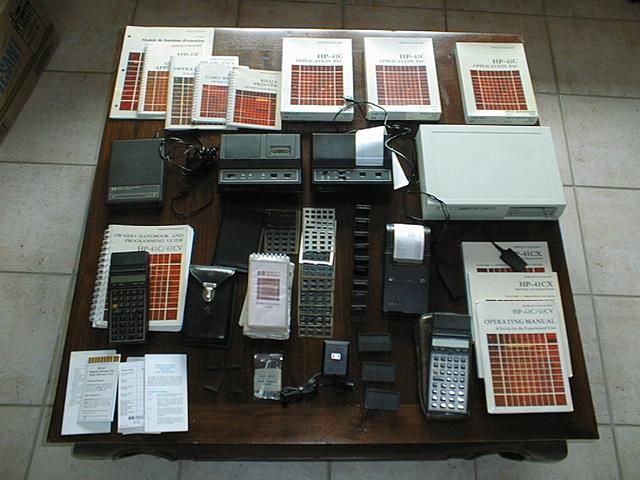
Calculatrice alphanumérique programmable HP41 et divers accessoires.

En 1979 sort la HP-41, première calculatrice alphanumérique, également considérée comme un ordinateur de poche. Première calculatrice HP à écran à cristaux liquides. À noter que, si la calculatrice est dotée d'une mémoire vive importante et extensible, les ingénieurs HP ont opté pour la compatibilité avec les modèles précédents (HP-65 et 67) par la possibilité de joindre un lecteur de cartes magnétiques à la machine. 
Cette série très populaire comportait de nombreux accessoires : modules d'extension de mémoire ou d'applications, mais aussi des périphériques  connectés au calculateur par le système HP-IL tel que imprimante, lecteur de cassette, disquette, bande magnétique, interface vidéo, lecteur de code-barres, etc.

## Série Voyager
Succédant aux Spice (HP-3x), elles bénéficient de leurs performances qui ont été améliorées et d'un écran non plus en DEL mais à cristaux liquides très lisible. Leur orientation horizontale leur confère une ergonomie et une lisibilité accrues, fortement appréciées de leurs utilisateurs qui n'hésitent pas à sonder le marché de l'occasion pour en acquérir une, souvent à un multiple du prix de vente initial.
- 1981 : 
  - HP-10C : modèle simplifié similaire au HP-31E excepté la conversion "mesure anglo-saxonne"/métrique,
  - HP-11C : en plus des fonctions de la HP-10C, elle intègre les fonctions hyperbolique, de probabilité, factorielles et un générateur de nombres aléatoires.
  - HP-12C : le grand classique des calculatrices financières et est encore fabriquée aujourd'hui.
  - HP-12C Platinum semblable au modèle HP-12C, mais permet le calcul en mode algébrique.
  - HP-15C : la première calculatrice scientifique à intégrer le calcul avec nombres complexes et avec matrices réelles (jusqu'aux dimensions 8x8) ou complexes (jusqu'aux dimensions 4x4), tout en reprenant de la HP-34C la résolution d'équations et l'intégration numérique.
- 1982 : 
  - HP-16C, première et à ce jour seule calculatrice, dans le monde HP, destinée aux informaticiens[9]. Elle suivait la TI Programmer sortie elle en 1977, destinée également à des usages informatiques[réf. nécessaire].

## Série Pioneer
- HP-22S : calculatrice scientifique similaire à la HP-32S mais sans avoir besoin de programmation.
- HP-27S : calculatrice « bonne à tout faire » mais essentiellement calculatrice scientifique similaire à la HP-27.
- HP-32S : scientifique, et son successeur HP-32Sii: ces modèles reprennent essentiellement les fonctionnalités de la HP-15C, mais limitent la mémoire disponible à 384 octets. Le modèle 32Sii permet la saisie et l'affichage de fractions et d'équations en notation algébrique standard, sans pour autant renoncer à la notation polonaise inverse pour toutes les autres opérations et fonctions.
- HP-10B : financière
- HP-17B : puis HP-17B II, financière

## Autres calculatrices
1987HP28C (puis HP28S), première calculatrice permettant le calcul symbolique et intégrant le RPL
1988HP-42S, demeurant, selon certains passionnés, la meilleure calculatrice HP jamais produite, compatible avec les programmes écrits pour la HP-41, incluant le calcul sur nombre imaginaire, le calcul matriciel, l'intégration numérique, les variables multiples. On ne lui reproche que l'impossibilité de sauvegarder les programmes et données sur support externe car, avec son écran graphique (131 x 16 pixels) à deux lignes alphanumériques, sa mémoire RAM de 7 200 octets, (soit au maximum 7 200 instructions de programmes ou 895 registres adressables alphanumériquement), elle offrait une nouvelle dimension dans la puissance et le confort d'utilisation des calculatrices de poche.
1990HP-48SX, la première d'une série à succès (modèles 48S, 48SX, puis 48G et 48GX).
1999HP-49G, successeur de la HP-48GX, est la première calculatrice HP avec calcul algébrique symbolique intégré. Le système d'exploitation n'est plus figé dans une mémoire ROM, mais se trouve dans une zone Flash-ROM et peut ainsi être mis à jour via connexion à un ordinateur par câble. Beaucoup d'utilisateurs de cette calculatrice ont cependant déploré la mauvaise qualité de fabrication, surtout concernant les touches extrêmement rigides et l'absence du port infrarouge.
2000HP-Xpander, dernier projet de la division Corvalis, a été abandonné alors que des échantillons avaient été distribués gratuitement à des enseignants. En 2015, ils atteignent plus de 100 dollars sur les sites de vente en ligne.
2006HP-50G, le top de la gamme et la plus puissante calculatrice jamais mise en vente par HP. Plus de 2300 fonctions intégrées, y compris le calcul algébrique symbolique, des milliers de programmes gratuits disponibles sur le web et la possibilité d'ajouter des fonctionnalités à l'aide de cinq langages de programmation différents. La qualité de fabrication est nettement améliorée par rapport au modèle précédent (HP-49G) et l'écran a été légèrement agrandi. Le port infrarouge est de nouveau disponible ; la calculatrice possède un lecteur de cartes SD intégré.
2007HP-35s, calculatrice sortie pour célébrer le 35e anniversaire de la célèbre HP-35 qui est sortie en 1972; la 35s est proche de la 33s. Elle reprend essentiellement les fonctionnalités de la HP-32Sii, ajoute le calcul vectoriel (vecteurs à deux ou trois dimensions), un tableau de constantes scientifiques et offre enfin 32 kilooctets de mémoire, soit environ 85 fois plus que sur la 32Sii.
2008HP-20b, calculatrice financière.
2013
HP Prime, calculatrice graphique couleur.
La production de la plupart des nouveaux modèles de calculatrices HP est sous-traitée à Kinpo Electronics et Inventec, sociétés basées à Taïwan,.